# Axaren
Axaren är en sjö i Botkyrka kommun i Södermanland som ingår i Tyresån-Trosaåns kustområde. Sjön är 6,4 meter djup, har en yta på 0,123 kvadratkilometer och befinner sig 12,6 meter över havet. Sjön avvattnas av vattendraget Axån.
Sjön sänktes till sin nuvarande nivå vid utdikningar under 1800-talet. Axaren har höga halter näringssalter, men har tack vare mycket god buffertkapacitet inte drabbats av försurning. Den rödlistade fiskarten nissöga finns i Axaren.

## Delavrinningsområde
Axaren ingår i delavrinningsområde (656087-161584) som SMHI kallar för Mynnar i Saxbroån. Medelhöjden är 50 meter över havet och ytan är 11,33 kvadratkilometer. Det finns ett avrinningsområde uppströms, och räknas det in blir den ackumulerade arean 23,07 kvadratkilometer. Axån som avvattnar avrinningsområdet har biflödesordning 2, vilket innebär att vattnet flödar genom totalt två vattendrag innan det når havet efter 6,1 kilometer. Avrinningsområdet består mestadels av skog (57 procent), öppen mark (17 procent) och jordbruk (18 procent). Avrinningsområdet har 0,12 kvadratkilometer vattenytor vilket ger det en sjöprocent på 1,1 procent. Bebyggelsen i området täcker en yta av 0,38 kvadratkilometer eller 3 procent av avrinningsområdet.